# Heinersdorf (Schwedt)
Heinersdorf è una frazione della città tedesca di Schwedt/Oder.